# Spirostreptus hova
Spirostreptus hova är en mångfotingart som beskrevs av Henri Saussure och Leo Zehntner 1901. Spirostreptus hova ingår i släktet Spirostreptus och familjen Spirostreptidae. Inga underarter finns listade i Catalogue of Life.